# Кубок африканських чемпіонів 1992
Кубок африканських чемпіонів 1992 — 28-й розіграш турніру, що проходив під егідою КАФ. Матчі проходили з квітня по 13 грудня 1992 року. Турнір проходив за олімпійською системою, команди грали по два матчі. Усього брали участь 42 команди. Чемпіонський титул уперше здобув марокканський клуб «Відад» з Касабланки.

## Кваліфікація

### Попередній раунд
| Команда 1               | Заг.           | Команда 2             | 1-й матч | 2-й матч |
| ----------------------- | -------------- | --------------------- | -------- | -------- |
| Ботсвана Діфенс Форс XI | 1:2            | Мбабане Гайлендерс    | 1:1      | 0:1      |
| Арсенал (Масеру)        | 4:0            | Ілевен Ерроуз         | 3:0      | 1:0      |
| Соні Ела Нгуема         | 2:6            | Примейру де Агошту    | 2:3      | 0:3      |
| ЛПРК Ойлерс             | 2:3            | Майті Блекпул         | 1:0      | 1:3      |
| Поліс (Порт-оф-Спейн)   | 2:2 (пен. 4:5) | Реал Бамако           | 1:1      | 1:1      |
| Порт Аутономе           | 0:0 (пен. 1:3) | Спортінг (Прая)       | 0:0      | 0:0      |
| Сент-Джордж             | 2:4            | Аль-Іттіхад (Триполі) | 2:1      | 0:3      |
| Сент-Льюїс Санс Юнайтед | 2:7            | Янг Афріканс          | 1:3      | 1:4      |
| Сагель                  | 4:2            | Постел Спорт          | 2:1      | 2:1      |
| Турбійо                 | 1:1            | ФАКА                  | 0:0      | 1:1      |

Примітки
1. ↑  «Соні Ела Нгуема» після першого матчу знявся з турніру.

### Перший раунд
| Команда 1                | Заг.           | Команда 2             | 1-й матч | 2-й матч |
| ------------------------ | -------------- | --------------------- | -------- | -------- |
| Аль-Іттіхад (Триполі)    | 1:2            | Гор Магіа             | 1:0      | 0:2      |
| Арсенал (Масеру)         | 2:2 (ч)        | Кампала Сіті Коунсіл  | 2:1      | 0:1      |
| Дьябль Нуар              | 2:5            | Джуліус Бергер        | 2:1      | 0:4      |
| Етуаль Філант (Уагадугу) | 1:4            | АСЕК Мімозас          | 1:2      | 0:2      |
| Горойя                   | 2:2 (пен. 5:4) | Есперанс (Туніс)      | 2:0      | 0:2      |
| Інтер (Турку)            | 2:3            | Кошта да Сул          | 2:0      | 0:3      |
| Мбабане Гайлендерс       | 1:9            | Нкана Ред Девілз      | 0:2      | 1:7      |
| Майті Блекпул            | 3:3 (пен. 3:4) | Канон                 | 2:1      | 1:2      |
| СКОМ Мікіші              | 1:3            | Асанте Котоко         | 1:1      | 0:2      |
| Примейру де Агошту       | 3:0            | Согара                | 1:0      | 2:0      |
| Реал Бамако              | 2:3            | Відад                 | 2:1      | 0:2      |
| Сагель                   | 2:3            | Мулудія Олімпік       | 2:1      | 0:2      |
| Спортінг (Прая)          | 1:3            | Клуб Африкен          | 0:0      | 1:3      |
| Санрайс Флак Юнайтед     | 3:3 (ч)        | Сотема                | 2:3      | 1:0      |
| Турбійо                  | 3:3 (ч)        | Аль-Гіляль (Омдурман) | 2:3      | 1:0      |
| Янг Афріканс             | 1:3            | Ісмайлі               | 0:2      | 1:1      |

### Другий раунд
| Команда 1            | Заг.           | Команда 2             | 1-й матч | 2-й матч |
| -------------------- | -------------- | --------------------- | -------- | -------- |
| Сотема               | т. п.          | Аль-Гіляль (Омдурман) | —        | —        |
| Кошта да Сул         | 2:4            | Асанте Котоко         | 1:2      | 1:2      |
| Гор Магіа            | 1:1 (ч)        | Канон                 | 0:0      | 1:1      |
| Горойя               | 1:6            | АСЕК Мімозас          | 1:2      | 0:4      |
| Джуліус Бергер       | 1:2            | Відад                 | 0:0      | 1:2      |
| Кампала Сіті Коунсіл | 0:6            | Нкана Ред Девілз      | 0:4      | 0:2      |
| Мулудія Олімпік      | 1:1 (пен. 2:3) | Ісмайлі               | 1:0      | 0:1      |
| Примейру де Агошту   | 2:3            | Клуб Африкен          | 2:0      | 0:3      |

Примітки
1. ↑  «Сотема» знявся з турніру.

## Плей-оф

### Чвертьфінал
| Команда 1        | Заг.           | Команда 2             | 1-й матч | 2-й матч |
| ---------------- | -------------- | --------------------- | -------- | -------- |
| Клуб Африкен     | 4:6            | Ісмайлі               | 3:3      | 1:3      |
| АСЕК Мімозас     | 4:4            | Асанте Котоко         | 1:2      | 3:2      |
| Нкана Ред Девілз | 3:4            | Відад                 | 2:1      | 1:3      |
| Гор Магіа        | 2:2 (пен. 2:4) | Аль-Гіляль (Омдурман) | 2:0      | 0:2      |

### Півфінал
| Команда 1    | Заг. | Команда 2             | 1-й матч | 2-й матч |
| ------------ | ---- | --------------------- | -------- | -------- |
| АСЕК Мімозас | 3:3  | Відад                 | 3:1      | 0:2      |
| Ісмайлі      | 1:1  | Аль-Гіляль (Омдурман) | 1:1      | 0:0      |

### Фінал
| 29 листопада 1992 |

| Відад                | 2:0      | Аль-Гіляль (Омдурман) |
| -------------------- | -------- | --------------------- |
| Дауді 87' Фертут 87' | Протокол |                       |

| Стадіон імені Мухаммеда V, Касабланка Глядачів: 80 000 Арбітр: Жан-Фідель Дірамба (Габон) |

| 13 грудня 1992 |

| Аль-Гіляль (Омдурман) | 0:0      | Відад |
| --------------------- | -------- | ----- |
|                       | Протокол |       |

| «Аль-Гіляль», Омдурман |

| Чемпіон Кубка африканських чемпіонів 1992 [[Файл:Flag of Morocco.svg\|border\|border\|100px\|Марокко]] Відад (1-й титул) |